# Ackeem Blake
Ackeem Blake, född 21 januari 2002, är en jamaicansk friidrottare som tävlar i kortdistanslöpning.

## Karriär
Vid världsmästerskapen i friidrott 2023 i Budapest ingick Blake i Jamaicas stafettlag på 4 X 100 meter som tog en bronsmedalj. Vid inomhus-VM i Glasgow vann Blake en bronsmedalj på distansen 60 meter.